# Naranjo de Bulnes
Naranjo de Bulnes är ett berg i Spanien.   Det ligger i provinsen Province of Asturias och regionen Asturien, i den norra delen av landet, 300 km norr om huvudstaden Madrid. Toppen på Naranjo de Bulnes är 2 519 meter över havet, eller 186 meter över den omgivande terrängen. Bredden vid basen är 0,57 km. Naranjo de Bulnes ingår i Picos de Europa.
Terrängen runt Naranjo de Bulnes är huvudsakligen bergig, men åt nordost är den kuperad. Runt Naranjo de Bulnes är det mycket glesbefolkat, med 6 invånare per kvadratkilometer. Närmaste större samhälle är Carreña, 13,1 km norr om Naranjo de Bulnes. Trakten runt Naranjo de Bulnes består i huvudsak av gräsmarker.